# Jean McDowall
Jean Hunter McDowall (Edimburgo, 22 de septiembre de 1908-Edimburgo, 2 de febrero de 2000) fue una deportista británica que compitió en natación. Ganó una medalla de plata en el Campeonato Europeo de Natación de 1931, en la prueba de 4 × 100 m libre.

## Palmarés internacional
| Campeonato Europeo | Campeonato Europeo | Campeonato Europeo | Campeonato Europeo |
| Año                | Lugar              | Medalla            | Prueba             |
| ------------------ | ------------------ | ------------------ | ------------------ |
| 1931               | París (Francia)    | Medalla de plata   | 4 × 100 m libre    |